# Titanatemnus palmquisti
Titanatemnus palmquisti är en spindeldjursart som först beskrevs av Albert Tullgren 1907.  Titanatemnus palmquisti ingår i släktet Titanatemnus och familjen Atemnidae. Inga underarter finns listade i Catalogue of Life.